# Phytocoris hettenshawi
Phytocoris hettenshawi är en insektsart som beskrevs av Bliven 1956. Phytocoris hettenshawi ingår i släktet Phytocoris och familjen ängsskinnbaggar. Inga underarter finns listade i Catalogue of Life.